# Верх-Речки (Пермский район)
Верх-Речки — деревня в Пермском районе Пермского края. Входит в состав Сылвенского сельского поселения.

## Географическое положение
Расположена на левом берегу реки Лядовка, примерно в 21 км к северо-западу от административного центра поселения, посёлка Сылва.

## Население
| 2010 |
| ---- |
| 7    |

## Топографические карты
- Лист карты O-40-66 Сылва. Масштаб: 1 : 100 000. Издание 1977 г.